# Program information file
Um Program Information File (PIF, em tradução livre, "Arquivo de Informação de Programa") é um tipo de arquivo de computador que define como um determinado programa DOS deve ser executado em um ambiente multitarefa, especialmente para evitar fornecer recursos desnecessários que podem permanecer disponíveis para outros programas. PIFs raramente são usados hoje em software devido à obsolescência do DOS.
O TopView foi o criador dos PIFs; eles foram então herdados e estendidos pelo DESQview e pelo Microsoft Windows, onde eram vistos com mais frequência. O conceito de PIF também foi usado em sistemas operacionais da Digital Research, tais como: Concurrent DOS; Multiuser DOS; System Manager; e REAL/32 . Usando o comando PIFED, as informações necessárias do programa podiam ser incorporadas diretamente nos arquivos executáveis de extensão .EXE ou .COM.